# Daniel Taillé
 (mai 2020).
Daniel Taillé est un écrivain, né en 1957, à Niort. 

## Biographie
A 8 ans, il visionne son premier film en salle : Joselito (au Caméo de Niort). Il découvre Clouzot et Les Diaboliques et L'assassin habite au 21 en 1970 à la télévision. Il rédigera plus de 3 000 fiches sur des films. Il se présente trois fois aux éliminatoires de l'émission-jeu de télévision Monsieur Cinéma de Pierre Tchernia, et est recalé trois fois.
Il travaille à la restauration des archives locales filmées de Niort Actualités (de 1922 à 1930), et à la restauration du film Jour de fête à Coulon, réalisé en 1953.
En 1992, il réalise une exposition sur Henri-Georges Clouzot, en invitant Jean Clouzot, son frère, et Inès Clouzot, sa veuve. Pendant la célébration du centenaire du cinéma, il crée une exposition sur le film Les Honneurs de la guerre, réalisé par Jean Dewever, 35 ans auparavant.
En 2000, il écrit son premier ouvrage Un siècle de spectacle cinématographique en Deux-Sèvres (1896-1995) (préfacé par Jean Dewever). En 2003, il présente deux nouvelles expositions : Il était une fois le Manège-Olympia et Simenon à l'écran. En 2007, il invite Jean-Pierre Richard pour un premier hommage officiel à son père, Jean Richard, comédien et homme de cirque.
Daniel Taillé rédige en 2006 Léonce Perret cinématographiste, une biographie du cinéaste Léonce Perret. Ce livre, préfacé par l'auteur, réalisateur et producteur Jacques Richard, reçoit le prix Pascal-Talon, une récompense régionale décernée une fois par an pour une œuvre historique, culturelle ou artistique.
En 2004, Daniel Taillé a créé l'association « Cinémathèque en Deux-Sèvres ».
En 2008, il fait paraître la 1re époque de La Saga des Clouzot et le cinéma, consacrée principalement aux deux oncles du futur cinéaste Henri-Georges Clouzot : Henri Clouzot, conservateur du musée Galliera et observateur de la vie cinématographique de 1920 à 1935, et Étienne Clouzot, critique cinéma au Journal de Genève, de 1921 à 1924.
En 2009, paraît l'album L'Olympia-Palace : 100 ans de spectacle niortais, accompagné du DVD Niort Actualités (1922-1930).

## Publications/Auteur
- Un siècle de spectacle cinématographique en Deux-Sèvres (1896-1995), association Cinéma Niort, 2000.
- Léonce Perret cinématographiste, Niort, association Cinémathèque en Deux-Sèvres, 2006.  (ISBN 2-9526128-0-3)
- 2006 : Charles Arambourou premier opérateur du Cinématographe en Poitou - Texte d'une conférence publié par la Revue d'Histoire du Pays Châtelleraudais. - No 12.
- La Saga des Clouzot et le cinéma - 1re époque, association Cinémathèque en Deux-Sèvres, 2007.
- 2008 : Niort : mai 1930 - Sortie du personnel des Usines Boinot - Carte postale (Ed. association Cinémathèque en Deux-Sèvres).  (ISBN 2-9526128-1-1)
- L'Olympia-Palace : 100 ans de spectacle niortais, Association Cinémathèque en Deux-Sèvres, 2009.  (ISBN 2-9526128-2-X)
- Ernest Carteau. Au temps des Ciné Palaces et La folle histoire du cinéma en Sud-Vendée de 1897 à 2010… association Cinémathèque en Deux-Sèvres, 2013.  (ISBN 2-9526128-3-8)
- 2020 : Nêne d'Ernest Pérochon : du Goncourt à l'écran. (non édité)

## Manifestations/Hommages
- 1992 :Niort et La Crèche : Hommage à Henri-Georges Clouzot : Exposition itinérante, projections et parrainage du cinéma Henri-Georges Clouzot à La Crèche. Invités : Inès Clouzot et Jean Clouzot.
- 1994-1995 : Centenaire du cinéma avec Bertrand Tavernier, Jean Dréville, Jean-Charles Tacchella et Jean Dewever, ces deux derniers étant les auteurs du film Les Honneurs de la guerre (tourné en sud-Deux-Sèvres pendant l’été 1960) programmé autour des figurants retrouvés.
- 1995-1996 : Exposition itinérante sur l’histoire du cinéma en Deux-Sèvres.
- 1996 : Niort, Hommage à Léonce Perret avec projection de ses films muets dont deux tournés à Niort en 1912.
- 1997 : Niort, 90e anniversaire de Henri-Georges Clouzot : invités Inès Clouzot et Claude Gauteur ; projection de Clouzot film Karajan / 5e Symphonie de Beethoven et de Quai des Orfèvres ; exposition : Clouzot entre l'ombre et la lumière.
- 1999-2000 : Restauration et projection d’une première partie des actualités cinématographiques niortaises Niort Actualités (1922-1930) dans un Ciné Mémoire des Deux-Sèvres.
- 2001 : Secondigny, Hommage au tourneur Jean Trouvé et projection de ses Actualités cinématographiques gâtinaises.
- 2001 : Frontenay-Rohan-Rohan, Projection de Jour de fête à Coulon, documentaire sur le Marais poitevin tourné en 1953 et restauré.
- 2002-2003 : Niort, Présentations d’expositions: – Les écrans de l’Occupation (invité, Claude Gauteur) – Il était une fois le Manège-Olympia (Niort) – Simenon à l’écran (Moncoutant).
- 2004 : Bressuire, Exposition 110 ans de cinéma en Deux-Sèvres, accompagnée de la projection d'un Ciné Mémoire des Deux-Sèvres.
- 2007 : Frontenay-Rohan-Rohan, Hommage à Jean Richard parrainé par son fils Jean-Pierre (film, exposition et conférence sur Maigret par Claude Gauteur).
- 2009 : Magnė : Participe aux Journées du Patrimoine avec la projection du documentaire restauré Jour de fête à Coulon, suivi de L'inspecteur Cadavre, 5e  épisode de la série télévisée  Maigret (Jean Richard) tourné en 1968 dans le Marais Poitevin.
- 2010 : Maisonnay : Présente une exposition sur 110 ans de cinéma en pays mellois avec matériel cinéma.
- 2014 : Niort : Hommage à la famille Clouzot : Présente une exposition Les Clouzot de Niort : Librairies, éditeurs, imprimeurs et auteurs.
- 2015 : Celles-sur-Belle : Présente une exposition sur le comédien Robert Dalban 1903-1987 à l'occasion du baptême de la salle Robert-Dalban à Celles-sur-Belle.
- 2016 : Magné : présente l'exposition Ettore Scola cinéaste, à l'occasion de l'anniversaire de jumelage entre Vallesaccardais (Italie) et la commune de Magné.
- 2017 : Niort et La Crèche : 110e anniversaire de Henri-Georges Clouzot et 25e anniversaire du parrainage du cinéma municipal Clouzot de La Crèche : Présente une exposition : Les Diaboliques de Clouzot : une histoire niortaise, un tournage parisien, un succès international.
- Octobre 2018 : Parthenay : Présente l'exposition 120 ans de cinéma à Parthenay à l'occasion du 70ème anniversaire du cinéma Le Foyer.
- 2021 : La Mothe Saint-Hėray : présente  l'exposition Les honneurs de la guerre de Jean Dewever : chronique d'un tournage (1960) en sud Deux-Sèvres, à l'occasion du 60e anniversaire du tournage - Projection du film par la municipalité.
- 2021-2022 : Niort Saint-Florent, Magnė : présenté l'exposition Jean Richard, l'artiste aux multiples facettes, à l'occasion du 100e anniversaire de la naissance du comédien et homme de cirque.
- 2022 : Niort : présente l'exposition "Marais Poitevin, terre de cinéma" accompagnée par la projection d'un épisode de "François Gaillard ou la vie des autres", du documentaire "jour de fête à Coulon", et d'une balade cinématographique sur les lieux de tournage.
- 2022 : Bressuire : présente l'exposition "Se souvenir de nos cinémas d'antan en Deux-Sèvres"
- 2023 : Niort : présente l'exposition "Johnny Hallyday acteur", à l'occasion du 80ème anniversaire de l'acteur-chanteur.
- 2023 : Niort : présente l'exposition "Niort au temps des ciné-palaces"
- 2023 : Melle : présente l'exposition "Anémone (1950 - 2019)"
- 2024 : Maisonnay : présente l'exposition "A vous Maisonnay ou l'âge d'or de la télévision française", à l'occasion du 65e anniversaire de la mise en service de l'émetteur de Maisonnay
- 2024 : La Crèche : présente l'exposition "Sport et cinéma" à l'occasion des Jeux Olympiques 2024.

## Cinéma municipal Henri-Georges Clouzot
Le cinéma Henri-Georges Clouzot est une salle de spectacle située sur la commune de La Crèche (Deux-Sèvres).
Dans son journal de voyage de noces Le Cheval des dieux, publié en 1951, le cinéaste Henri-Georges Clouzot, faisant le lien - nostalgique - avec le Brésil, avait évoqué quelques souvenirs d'enfance, des moments de villégiature dans un logis poitevin, niché au creux d'un méandre de la Sèvre Niortaise, et situé sur la commune de La Crèche (Deux-Sèvres), nommé « Les Guibertières » : « Sur mon banc préféré aux Guibertières, un vieux logis poitevin où j'ai passé mon enfance des  vacances trop courtes, je m'asseyais près de mon frère cadet, le visage tourné vers l'Est, à l'heure où le ciel devient mauve, où les flocons de nuages blancs prennent leur épaisseur et leur forme... Nous étions si petits et si malingres. Et nous imaginions alors que nous étions des explorateurs... ».
Pour rendre hommage au réalisateur des films Le Corbeau, Les Diaboliques ou de La Vérité avec Brigitte Bardot, Daniel Taillé, cinéphile niortais, et Michel Faucher, cinéphile créchois, ont proposé à la municipalité de La Crèche, de baptiser la salle de cinéma et de théâtre de cette commune (située place du Champ de Foire) « Cinéma Henri-Georges Clouzot ».
Le 26 septembre 1992, Inès Clouzot, veuve du réalisateur, ainsi que Jean Clouzot, aussi connu sous le pseudonyme de Jérôme Géronimi comme scénariste-dialoguiste, frère de Henri-Georges Clouzot, acceptent de venir à La Crèche pour parrainer cette salle de spectacle, la seule en France à porter ce nom.
Cette salle est aujourd'hui un cinéma municipal, classé « Art et Essai » avec label Patrimoine et Jeune public.

## Récompenses
- Prix Pascal-Talon en 2006 pour le livre Léonce Perret cinématographiste